# Соколов, Андрей Николаевич
Андрей Николаевич Соколов (1 апреля 1974, Москва — 14 июля 2025, Москва) — российский режиссёр-мультипликатор, сценарист и художник-постановщик, художник-мультипликатор.

## Биография
В 1995 году окончил курсы аниматоров мультипликационной студии «Пилот». В 1998 году получил высшее образование — окончил Государственную академию сферы быта по специальности «инженер-технолог по производству мебели».
С 1995 по 2000 год работал художником-мультипликатором и раскадровщиком на студии «Пилот». Позже, в 2001 году он дебютировал как режиссёр с мультфильмом «Латекс».
В 2003 году окончил ВГИК в факультете дополнительного образования (отделение режиссуры анимационного кино).
В 2009—2013 годах — главный режиссёр студии «Москва».
Умер 14 июля 2025 года в возрасте 51 года после борьбы с онкологией.

## Фильмография
- 2001 — Латекс
- 2001 — Хаш
- 2002 — Подкидыш
- 2003 — К югу от севера
- 2005 — Эволюция Петра Сенцова
- 2006 — Сердце зверя
- 2009 — Про собаку Розку
- 2010 — Космические археологи (мультсериал)
- 2014 — Чужой среди айсбергов
- 2013 — Белка и Стрелка. Лунные приключения (художник-сторибордист)
- 2014 — Планета Ай (мультсериал)
- 2014 — Чужой среди айсбергов
- 2017 — Товарищ со звёзд
- 2023 — Пират и виолончель
- 2025 — Жёсткий багет

## Награды
- 2003 — VIII Открытый Российский фестиваль анимационного кино в Суздале: Диплом жюри «За лучший детский фильм» — «Подкидыш».[5]
- 2004 — IX Открытый Российский Фестиваль анимационного кино : Приз Жюри «За увлекательное анимационное путешествие туда и обратно» — режиссёру Андрею Соколову «К югу от севера».[6]
- 2004 — Гран-при фестиваля короткого фильма в египетском городе Исмаилия получила картина Андрея Соколова «К югу от севера».[7]
- 2005 — XIV Международный Кинофорум «Золотой Витязь» жюри анимационного конкурса: Главная награда кинофестиваля статуэтка «Золотой Витязь» и Диплом — фильму «К югу от севера» реж. Андрей Соколов.[8]
- 2005 — IX Всероссийский Фестиваль визуальных искусств в «Орлёнке» : Гран-при конкурса анимации — «Эволюция Петра Сенцова».[9]
- 2007 — XVI Международный Кинофорум «Золотой Витязь» Конкурс «Анимационные фильмы» Диплом «За лучшую народную сказку» — фильм «Сердце зверя», режиссер Андрей Соколов.[10]
- 2009 — XVIII МКФ славянских и православных народов «Золотой Витязь» : Диплом «За самый весёлый фильм» — «Про собаку Розку».[11]
- 2010 — Фестиваль NAFF (Neum Animated Film Festival) в г. Неум (Босния и Герцеговина): Приз за лучший 2D (рисованный) фильм — «Про собаку Розку».[12]
- 2015 — XIX Всероссийский фестиваль визуальных искусств в «Орлёнке» : в номинации «Анимационное кино» Диплом получил «Чужой среди айсбергов».[13]
- 2015 — XXIII Международный детский кинофестиваль «Алые паруса Артека» : Главный приз «За лучший короткометражный анимационный фильм» — «Чужой среди айсбергов».[14]